# Грамота до всього українського народу

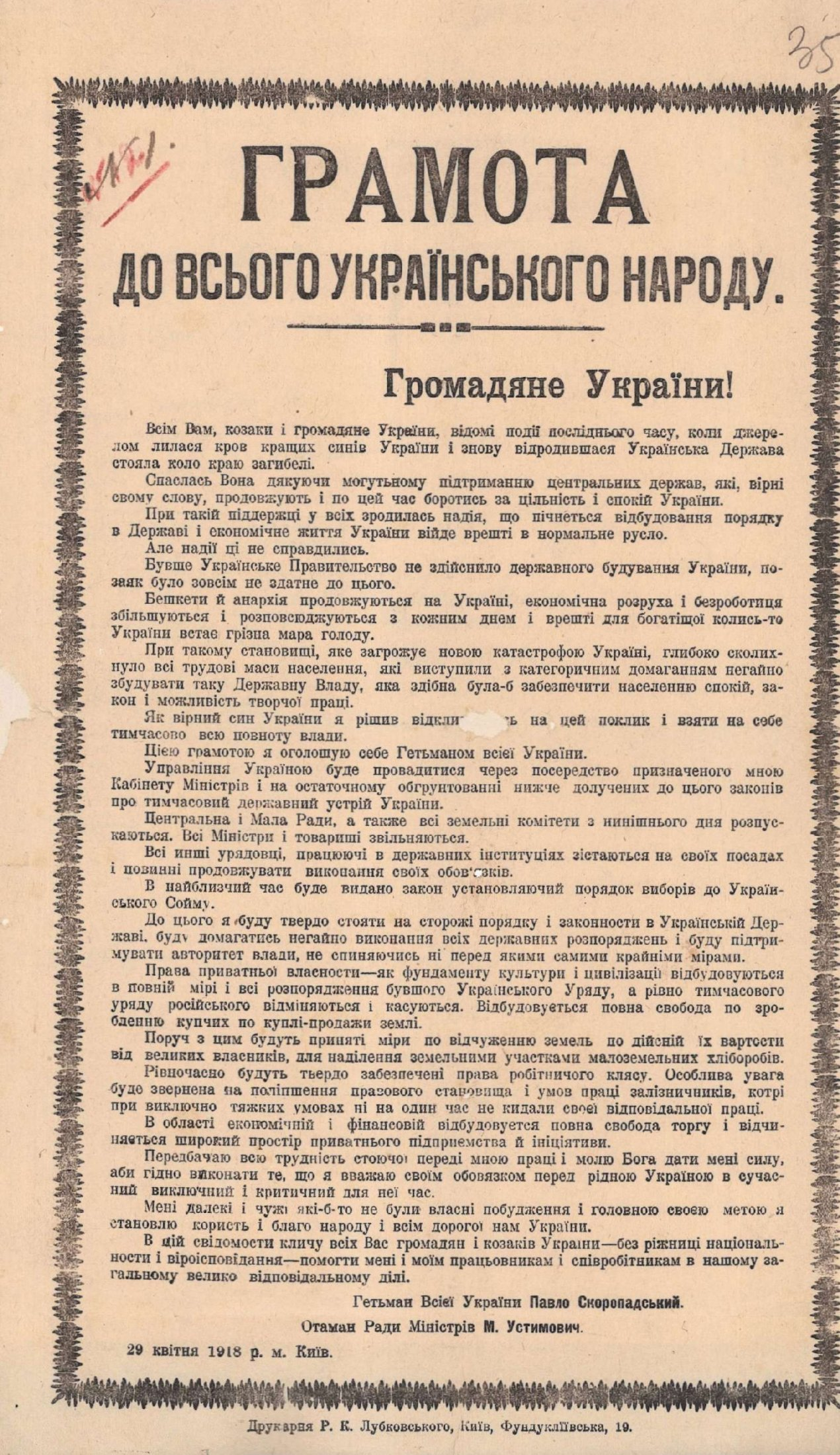
Текст грамоти.

Грамота до всього українського народу — перший офіційний документ Української Держави. Звернення програмного характеру гетьмана Павла Скоропадського. Оприлюднене 29 квітня 1918 року, в день скинення ним Центральної Ради. Проголошував встановлення одноосібної влади гетьмана. Основний автор тексту — Олександр Палтов.

## Текст «Грамоти до всього українського народу»
« Громадяне України!
Всім Вам, козаки та громадяни України, відомі події посліднього часу, коли джерелом лилася кров кращих синів України і знову відродившася Українська Держава стояла коло краю загибелі.
Спаслась Вона дякуючи могутньому підтриманню центральних держав, які, вірні своєму слову, продовжують і по цей час боротись за цілісність і спокій України.
При такій підтримці у всіх зродилась надія, що почнеться відбудова порядку в Державі й економічне життя України ввійде, врешті, в нормальне русло. Але ці надії не справдились.
Бувше Українське Правительство не здійснило державного будування України, позаяк було зовсім не здатне до цього.
Бешкети й анархія продовжуються на Україні, економічна розруха і безробіття збільшуються і розповсюджуються з кожним днем, і врешті для багатющої колись-то України встає грізна мара голоду.
Таке становище, яке загрожує новою катастрофою Україні, глибоко сколихнуло всі трудові маси населення, які виступили з категоричним домаганням негайно збудувати таку Державну Владу, яка здібна була б забезпечити населенню спокій, закон і можливість творчої праці.
Як вірний син України, я рішив відкликнутись на цей поклик і взяти на себе тимчасово всю повноту влади. Цією грамотою я оголошую себе Гетьманом всієї України.
Управління Україною буде провадитися через посередництво призначеного мною Кабінету Міністрів і на остаточнім обґрунтуванні нижче долучених до цього законів про тимчасовий державний устрій України.
Центральна і Мала Рада, а також всі земельні комітети з нинішнього дня розпускаються. Всі Міністри і товариші звільняються. Всі інші урядовці, працюючі в державних Інституціях, залишаються на своїх посадах і повинні продовжувати виконання своїх обов'язків.
У найближчий час буде виданий закон, що установлює новий порядок виборів до Українського Сойму.
До цього я буду твердо стояти на сторожі порядку й законності в Українській Державі, буду домагатись негайного виконання всіх державних розпоряджень і буду підтримувати авторитет влади, не спиняючись ні перед якими найкрайніми мірами.
Права приватної власності — як фундаменту культури і цивілізації — відбудовуються в повній мірі, і всі розпорядження бувшого Українського Уряду, а рівно тимчасового уряду російського, відміняються і касуються. Відбувається повна свобода по зробленню купчих по купівлі-продажу землі.
Поруч з цим будуть прийняті міри по відчуженню земель за дійсною їх вартістю від великих власників для наділення земельними участками малоземельних хліборобів. Рівночасно будуть твердо забезпечені права робітничого класу. Особлива увага буде звернена на поліпшення правового становища і умов праці залізничників, котрі при виключно тяжких умовах ні на один час не кидали своєї відповідальної праці.
В області економічній і фінансовій відбувається повна свобода торгу й відкривається широкий простір приватного підприємства й ініціативи.
Передбачаю всю трудність стоячої переді мною праці і молю Бога дати мені силу, аби гідно виконати те, що я вважаю своїм обов'язком перед рідною Україною в сучасний виключний і критичний для неї час.
Мені далекі і чужі будь-які власні побудження, і головною своєю метою я ставлю користь і благо народу і всім дорогої нам України.
В цій свідомості кличу всіх Вас, громадян і козаків України — без ріжниці національності й віросповідання — допомогти мені і моїм працівникам і співробітникам у нашому загальному велико відповідальному ділі. »

## Короткі відомості
«Грамота до всього українського народу» сповіщала українське населення про повалення Центральної ради і уряду Української Народної Республіки, а також проголошувала встановлення диктатури гетьмана Павла Скоропадського до часу обрання всеукраїнського парламенту — Сейму.
У «Грамоті» підкреслювалося, що після укладання Брестського договору та визволення України військами Центральних держав, уряд Української Народної Республіки не спромігся забезпечити виконання міжнародних домовленостей, а також виявився не здатним встановити політичний і соціально-економічний порядок в країні. У зв'язку з цим Павло Скоропадський перебирав на себе тимчасово всю повноту влади і проголошував себе гетьманом всієї України.
«Грамота» передбачала наступні кроки:
- Центральна та місцеві ради розпускалися, а міністри та їхні заступники, що представляли попередній український уряд, звільнялися з посад. Інші урядовці мусили виконувати свої функції.
- Усі постанови й розпорядження Центральної Ради, Тимчасового уряду Росії скасовувалися.
- Приватна власність проголошувалася підґрунтям культури і цивілізації. Встановлювалася повна свобода купівлі-продажу землі. У великих землевласників передбачалося відчуження ділянок землі за їх справжньою вартістю на користь хліборобів.
- Відкривався простір торгівлі, приватному підприємництву та ініціативі.
- Обіцялося відновити політичний, господарчий та суспільний порядок, забезпечити основні права громадян, зокрема, пролетаріату, та обрати на основі нового виборчого закону Український Сейм.

В кінці «Грамоти» гетьман закликав усе населення країни, незалежно від національності й віросповідання, допомагати йому розбудовувати Українську Державу.